# Ghost in the Shell
Ghost in the Shell (攻殻機動隊 Kōkaku Kidōtai?) es un manga de ciencia ficción creado por Masamune Shirow, que progresó en dos mangas más titulados Ghost in the Shell 2: Man/Machine Interface y Ghost in the Shell 1.5: Human-Error Processor, dos películas animadas dirigidas por Mamoru Oshii: Ghost in the Shell y Ghost in the Shell 2: Innocence, una serie de televisión con dos temporadas denominadas: Ghost in the Shell: Stand Alone Complex y Ghost in the Shell: S.A.C. 2nd GIG, de las cuales se hicieron dos OVAs que resumen cada una de esas dos temporadas y una película derivada de dicha serie llamada Ghost in the Shell: S.A.C. Solid State Society.
Una re-imaginación de la historia original de Masamune Shirow fue realizada en una serie de 4 mangas escritos por Junichi Fujisaku y cinco OVAs titulados Ghost in the Shell: Arise, que puede ser vista también a modo de precuela de la historia original. Dichos OVAs fueron llevados a una serie para televisión de diez episodios llamada Ghost in the Shell: Arise - Alternative Architecture, que derivó en la película Ghost in the Shell: The Rising.
Fueron realizados cuatro videojuegos, cada obra tiene una línea argumental libre. Se realizó una incursión en la animación 3DCG llamada GHOST IN THE SHELL: SAC_2045. La temporada 1 se estrenó en 2020, seguida de la temporada 2 en 2022, exclusivamente en Netflix.
El 25 de mayo del 2024 se anunció la realización de una nueva serie de animación con fecha de estreno para el 2026. La producción se haría a cargo de Science SARU. En el primer video promocional en la plataforma de YouTube se puede ver transiciones animadas de imágenes del primer tomo del manga de Masamune Shirow.

## Sinopsis
Ambientada en el siglo XXI, Ghost in the Shell se presenta en una primera lectura como un thriller futurista de espionaje, al narrar las misiones de Motoko Kusanagi, la Mayor a cargo de las operaciones encubiertas de la Sección Policial de Seguridad Pública 9, o simplemente Sección 9, especializada en crímenes tecnológicos y cyber-terrorismo. La misma Kusanagi es un cyborg, poseyendo un cuerpo artificial, lo que le permite ser capaz de realizar hazañas sobrehumanas especialmente requeridas para su labor.

### Ambientación
La ambientación de Ghost in the Shell es innegablemente ciberpunk, y recuerda a la famosa Trilogía del Sprawl de William Gibson. Sin embargo, a diferencia de Gibson, Shirow se interesa más en las consecuencias éticas y filosóficas de la popularización de la unión entre hombre y máquina, el desarrollo de la inteligencia artificial y una red de computadoras omnipresente, temas enfocados en especial a la identidad del ser humano y lo particular de su existencia.
Es así que en este futuro avanzado, la aplicación cotidiana de la tecnología cyborg y el perfeccionamiento de las inteligencias artificiales hace difusa la línea entre los seres vivos y las emulaciones, por ello es que lo único que valida a un ser vivo como un humano con derechos es la existencia de su ghost, un atributo del cerebro humano que es virtualmente etéreo y lo faculta para generar la auto-consciencia, emociones, individualidad y todos los aspectos que pueden ser calificados como la «personalidad» o «alma». El ghost de un individuo puede incluso ser removido parcial o totalmente del cerebro y trasladado a implantes o maquinaria, siendo aun así el individuo reconocido como tal mientras este elemento permanezca intacto. De esta forma, la narrativa presenta una problemática que engloba a todas las anteriores: cómo definir la identidad (ya sea de un individuo o de una máquina).
El manga trata más extensamente estos temas, pues Kusanagi y sus colegas se enfrentan tanto a peligros y acertijos externos como a conflictos internos acerca de su propia naturaleza, debido a que son más máquinas que seres humanos.
El tema principal del manga (y la única historia presente en la película) es la persecución de un criminal de los medios electrónicos, conocido como el Titiritero, y cuya identidad se desconoce. El Titiritero ha cometido varios crímenes con un único modus operandi: el hackeo del ghost, que consiste en irrumpir y tomar control de la mente de un ser humano. Al desvelar el misterio del Titiritero, los agentes de la Sección 9 comprenden que no se trata de un criminal común y corriente, sino de un proyecto de inteligencia artificial autónoma que pertenece al Gobierno, al mismo al que la Sección 9 presta servicios, y que se ha fugado a la espera de un cuerpo de verdad y una identidad humana. Si bien en principio Kusanagi se muestra escéptica, finalmente cede para que el Titiritero se una a su conciencia y comparta su cuerpo, lo que hace con la intención de sacar a relucir aún más dudas acerca de la naturaleza de la identidad humana, en un mundo donde la conciencia humana ya no es algo tan particular.
El manga es conocido por la gran cantidad de notas al pie de página y comentarios del propio Shirow, tanto del contexto socio-tecnológico como político de la obra.

## Personajes
- Motoko Kusanagi
- Daisuke Aramaki
- Togusa
- Batou
- Saito
- Ishikawa
- Bouma
- Pazu

## Obra

### Manga

#### Ghost in the Shell(manga, 1989)
Dibujado por entregas de abril de 1989 a noviembre de 1990 en la Young Magazine Kaizokuban . Recopilado en un tomo Tankōbon el 2 de octubre de 1991 por la editorial Kōdansha.

#### Ghost in the Shell 1.5: Human-Error processor(1992-1995)
Dibujado por entregas de 1991 a 1996, compuesto por 4 capítulos que fueron descartados de la segunda entrega, publicados en la revista Young Magazine de Kōdansha. Editado con un disco compacto complementario en el que se incluye el manga en formato electrónico el 17 de julio de 2003, con animación en las transiciones de viñetas. Luego fue publicado en un tomo Tankōbon el 6 de marzo del 2008.

#### Ghost in the Shell 2: Man/Machine Interface
En 1997 en la revista Young Magazine de Kōdansha apareció una serialización como “DUAL DEVICE”.  Posteriormente se llamaría Ghost in the Shell 2: Man-Machine Interface, se lanzó en la "Solid Box" en el año 2000, era una caja que contenía el 1° tomo de la serie y el lanzamiento de este segundo tomo, con adicionales como folletos con información y una figura de acción del Fuchikoma. Luego Masamune Shirow edita esta obra, añadiendo 31 nuevas páginas a color y más modificaciones en otras páginas, publicado el tomo final el 26 de junio de 2001. Su historia progresa desde el final de Ghost in the Shell, pero después de haber pasado un tiempo y con una nueva trama. A diferencia de la mayoría de los mangas, tiene una alta cantidad de páginas a color, muchas de ellas realizadas con la ayuda del ordenador.

### Películas

#### Ghost in the Shell(1995)
Película estrenada en 1995 dirigida por Mamoru Oshii, producida por Production I.G y Bandai Visual. A diferencia de la novela gráfica, la cinta animada de 1995 dirigida por Mamoru Oshii se convirtió en una referencia obligada del género cyberpunk en los medios audiovisuales, bien sea por la calidad de su animación o por el enfoque que tomó la trama de Shirow (no muy centrada en los problemas culturales y éticos que creó en su obra) cosa que en manos de Oshii se diferenció notablemente; seria, trascendental, y con estilo narrativo propio, casi poético, y es que no hay ningún diálogo o imagen dejado al azar o que desmerezca atención por parte del espectador, que busque en él un asomo de conciencia. Pues si bien Ghost in the Shell deja al ser vista por primera vez un sinnúmero de ideas sueltas, es en la recolección de las mismas donde se encuentra su originalidad y belleza acompañada por una banda sonora sombría e inquietante que acompaña un sentido de la fotografía oscuro, penumbroso pero acongojador. Si bien su ambiente puede asemejarse a Blade Runner es innegable que Ghost in the Shell se aleja notablemente de toda idea sentimental y nos introduce a ese mundo de carácter virtual que pone en peligro no solo nuestra identidad como seres humanos, sino como individuos únicos e irrepetibles.

#### Ghost in the Shell 2: Innocence(2004)
Película estrenada en 2004 dirigida por Mamoru Oshii, producida por Production I.G y Bandai Visual. Esta segunda parte narra como Batou, excompañero de la mayor Kusanagi, investiga una serie de asesinatos y posteriores suicidios por parte de robots destinados al entretenimiento sexual, tiempo después de que Kusanagi desapareciera en la red.

#### Ghost in the Shell 2.0(2008)
Constituye una versión remasterizada de la película de 1995 con adición de efectos digitales de última generación, escenas nuevas en C.G. y sonido 6.1, aunque desafortunadamente no incluye todas las voces originales.

#### Ghost in the Shell: The Rising(2015)
Película estrenada en los cines japoneses en verano de 2015. Dirigida por Kazuya Nomura, producida por Production I.G. Repite gran parte del equipo de Ghost in the Shell: Arise.
En ella Osamu Fujimoto es asesor e hijo del primer ministro japonés, al que han asesinado. El suceso, bautizado como el «mayor acontecimiento desde la guerra», hace que Osamu colabore con la mayor Kusanagi y la Sección 9 para descubrir la verdad detrás del asesinato. Esta película también sirve de precuela para su homónima de 1995.

#### Ghost in the Shell: Vigilante del futuro / El alma de la máquina(2017)
Película en imagen real estrenada en los cines el 31 de marzo de 2017. Dirigida por Rupert Sanders y protagonizada por Scarlett Johansson.

### Series de TV

#### Ghost in the Shell: Stand Alone Complex(2002)
Serie de 26 capítulos emitida en 2002.

#### Ghost in the Shell: S.A.C. 2nd GIG(2004)
Serie de 26 capítulos emitida en 2004. Muchas de las tramas heredan de los mangas Ghost in the Shell 1.5 y Ghost in the Shell 2.

#### Ghost in the Shell: Stand Alone Complex – The Laughing Man(2005)
Película recopilatoria lanzada directamente a DVD, que recupera toda la sub-trama “El hombre que ríe” de la serie Ghost in the Shell: Stand Alone Complex, añadiendo metraje extra y mejorando la calidad de la animación, equiparándola a la de Ghost in the Shell 2: Innocence. La película parte con el hecho de que la mayor Motoko Kusanagi, junto a su equipo y el líder Daisuke Aramaki, deben perseguir crímenes cometidos tanto en el mundo real como en el mundo del ciberespacio.

#### Ghost in the Shell: S.A.C. Solid State Society(2006)
OVA realizado en 2006 (105 min.). Estrenado el 1 de septiembre en Japón. Continúa la trama y personajes trazados en la serie Ghost in the Shell: Stand Alone Complex y Ghost in the Shell: S.A.C. 2nd GIG.
La acción se inicia justo después del intento de independencia por parte del distrito de refugiados de Daiyima y la ruptura del tratado de seguridad con los Estados Unidos de América.

#### Ghost in the Shell: Arise(2013-2014)
Conjunto de 4 OVA's que sirven como una re-imaginación del Ghost in the Shell de Masamune Shirow. La serie de cuatro partes cuenta con nuevos diseños de personajes y es dirigida por Kazuchika Kise, guion de Ubukata Tow y música de Cornelius.
La historia se sitúa en 2027, un año después del final de la Cuarta Guerra Mundial. New Port City todavía se está recuperando de las consecuencias de la guerra cuando cae presa de una mina autopropulsada. Debido a esto, un militar conocido por aceptar sobornos del mercado negro fue ejecutado. Batou, un hombre con un "ojo que nunca duerme", sospecha que Kusanagi es la principal sospechosa de dicho atentado. El detective Togusa, miembro de la Comisaría de Niihama, investiga la ejecución y la muerte de una prostituta.
1. Ghost in the Shell Arise - Border:1 Ghost Pain (Kôkaku Kidôtai Arise - Border:1 Ghost Pain) (2013)
2. Ghost in the Shell Arise - Border:2 Ghost Whispers (Kôkaku Kidôtai Arise - Border:2 Ghost Whispers) (2013)
3. Ghost in the Shell Arise - Border:3 Ghost Tears (Kôkaku Kidôtai Arise - Border:3 Ghost Tears) (2014)
4. Ghost in the Shell Arise - Border:4 Ghost Stands Alone (Kôkaku Kidôtai Arise - Border:3 Ghost Stands Alone) (2014)

#### Ghost in the Shell: Arise - Alternative Architecture(2015)
(攻殻機動隊 Arise - Alternative Architecture - Kōkaku Kidōtai Arise: Alternative Architecture)
Re-montaje para televisión de Ghost in the Shell: Arise, como serie de 10 capítulos. Los primeros 8 capítulos corresponden a las 4 OVA's, cada una de ellas dividida en dos mitades, sin contenido nuevo. Los episodios 9 y 10 son completamente nuevos, conformando una quinta OVA titulada "Pyrophoric Cult", que sirve de puente entre Ghost in the Shell: Arise y la película Ghost in the Shell: The Rising.

#### Ghost in the Shell: SAC_2045 serie ONA(2020)
Kodansha y Production I.G anunciaron el 7 de abril de 2017 que Kenji Kamiyama y Shinji Aramaki dirigirán una nueva producción de anime, El 7 de diciembre de 2018, Netflix informó que habían adquirido los derechos de transmisión en todo el mundo del anime, titulado Ghost in the Shell: SAC_2045, y que se estrenaría en 2020. La serie estará en 3DCG y Sola Digital Arts estará colaborando con Producción I.G en el proyecto. Más tarde se reveló que Ilya Kuvshinov manejará los diseños de los personajes. La nueva serie tiene dos temporadas de 12 episodios cada una. La primera temporada también se puede ver en formato película "Ghost in the Shell: SAC_2045 Guerra sostenible".
Nueva producción de anime
El 25 de mayo del 2024 se anunció la realización de una nueva serie de animación con fecha de estreno para el 2026. La producción se haría a cargo de Science SARU. En el primer video promocional en la plataforma de YouTube se puede ver transiciones animadas de imágenes del primer tomo del manga de Masamune Shirow.

### Videojuegos
- Ghost in the Shell, juego para PlayStation (1997)
- Ghost in the Shell: Stand Alone Complex, juego para PlayStation 2 (2004)
- Ghost in the Shell: Stand Alone Complex, juego para PlayStation Portable (2005)
- Ghost in the Shell: Stand Alone Complex First Assault Online, juego para ordenador personal (2015)

## Impacto e influencia en la cultura
Una de las películas en las que se puede apreciar claramente la influencia de Ghost in the Shell es The Matrix. Las principales similitudes entre ambas películas son:
- La «lluvia digital» de Matrix (los patrones de texto verde que caen representando el código de la Matrix) reestructuran la cabecera de Ghost in the Shell, estrenada en 1995 (cuatro años antes que Matrix).
- Durante la escena del comienzo, en la que Trinity escapa de los agentes, la toma donde aterriza sobre el techo es casi idéntica a la toma en que la mayor Kusanagi persigue al primer «títere» en Ghost in the Shell.
- La toma en la que el primer «títere» escapa de Batou en el mercado en Ghost in the Shell y la toma en la que Neo escapa de un trío de agentes en el mercado coincide en la explosión de sandías y en los civiles aterrorizados por el fuego cruzado de la persecución.
- El famoso tiroteo del vestíbulo, que presenta a Neo y Trinity protegiéndose del fuego detrás de unos pilares de piedra, y la escena donde Kusanagi lo hace durante su batalla contra el tanque.
- También existe una clara relación entre el concepto de Matrix y los cerebros interconectados cibernéticamente como un inconsciente colectivo presentados en Ghost in the Shell.
- Hay similitudes también entre los argumentos de ambas películas. En Ghost in the Shell, al comienzo Kusanagi busca al Titiritero para arrestarlo, mientras que, en el final de la película, se revela que en realidad es el Titiritero quien busca a Kusanagi para fusionarse con ella. En Matrix, Neo es quien al comienzo busca a Morfeo; cuando finalmente lo encuentra, Morfeo le confiesa que en realidad era él quien estuvo buscando toda su vida al «Elegido».
- Ambas series manejan mitologías similares, así como sus temas y arquetipos están relacionados con el libro Neuromante de William Gibson, y otras de sus historias.

Finalmente, las hermanas Wachowski, creadoras de la trilogía Matrix, reconocieron la influencia de Ghost in the Shell en una entrevista. El productor Joel Silver también lo admitió en una entrevista realizada en el DVD de The Animatrix, en el que fue mostrada una secuencia de Ghost in the Shell, junto con las Wachowski indicando el estilo que querían lograr ellos para los cortos animados de The Animatrix.